# Сольволиз
Сольволиз — реакция обменного разложения между растворенным веществом и растворителем. Сольволиз в воде — гидролиз, сольволиз в аммиаке — аммонолиз, сольволиз в спиртах — алкоголиз и т. д. В отличие от сольватации, сольволиз приводит к образованию новых химических соединений определенного состава.
В органической химии — особый тип нуклеофильного замещения, когда в роли нуклеофила выступает растворитель.